# Glypta diminuta
Glypta diminuta är en stekelart som beskrevs av Dasch 1988. Glypta diminuta ingår i släktet Glypta och familjen brokparasitsteklar. Inga underarter finns listade i Catalogue of Life.